# 韩鹏
韩鹏（1983年9月13日—），出生于山东省济南市，中国前职业足球运动员，司职前鋒。

## 成长经历
韩鹏少年时的踢球生涯并不是非常规范，他先是在历城区祝甸小学念完了小学，1995年考上历城五中，他一开始是一名后卫。1997年韩鹏想进入正规的学校训练，他先是考上了北京龙利足球学校，但3万元的学费让那时并不富裕的家庭负担不起，最终韩鹏进入了济南新世纪足球学校。

## 职业生涯

### 俱乐部
1998年6月，韩鹏以前锋的身份入选了山东鲁能三队，此时韩鹏进行正规足球训练还不到一年的时间。1999年韩鹏直接从鲁能三队“跳级”进入一队，不过随后他在2001年回到二队。
在2002年宿茂臻退役后，山东鲁能泰山足球俱乐部需要找到一名高中锋代替他，韩鹏这时从二队上调到一队，最初只是山东队的替补前锋而已，但后来逐渐赢得主教练留比萨·图巴科维奇和队友们的信任，成为了主力球员。在场上韩鹏善于在空中争抢头球，强点意识出众。韩鹏曾在2007和2008赛季两度重伤，一定程度上影响了他在总进球和总出场的数据。
2010中超联赛第14轮，山东鲁能4-1大胜长沙金德的比赛中韩鹏5分钟内上演了帽子戏法。值得注意的是，这是韩鹏的第一个帽子戏法，也创造了中国顶级联赛完成帽子戏法时隔时间最短的纪录。
2011年4月20日山东鲁能主场5-0横扫阿雷马，迎来了一场酣畅淋漓的胜利。比赛中，替补出场的韩鹏攻入一球，将比分扩大为3-0。这个进球是韩鹏在亚冠赛场攻入的第10球，追平了郝海东的亚冠进球纪录。此前，韩鹏已经创造了亚冠出场次数最多的纪录。
2011中超联赛第17轮，山东鲁能在客场1-1长春亚泰的比赛中，韩鹏为球队打进扳平的一球，这是韩鹏个人的第74个中超联赛进球，超过李金羽的73个进球成为中超联赛进球最多的球员。
2015年，韩鹏将球衣号码9号让给新外援塔尔德利，身披18号继续为鲁能效力。

### 国家队
韩鹏2006年開始入選中國國家足球隊。
在2007年亚洲杯赛上，韩鹏成为国足的主力首发前锋。

## 聯賽上陣紀錄
- 最後更新:2015年10月31日

| 球季 | 俱乐部       | 國家 | 上陣 | 入球 |
| ---- | ------------ | ---- | ---- | ---- |
| 2002 | 山东鲁能泰山 | 中國 | 18   | 2    |
| 2003 | 山东鲁能泰山 | 中國 | 8    | 3    |
| 2004 | 山东鲁能泰山 | 中國 | 10   | 3    |
| 2005 | 山东鲁能泰山 | 中國 | 24   | 7    |
| 2006 | 山东鲁能泰山 | 中國 | 26   | 10   |
| 2007 | 山东鲁能泰山 | 中國 | 22   | 13   |
| 2008 | 山东鲁能泰山 | 中國 | 10   | 8    |
| 2009 | 山东鲁能泰山 | 中國 | 28   | 11   |
| 2010 | 山东鲁能泰山 | 中國 | 28   | 17   |
| 2011 | 山东鲁能泰山 | 中國 | 26   | 8    |
| 2012 | 山东鲁能泰山 | 中國 | 15   | 3    |
| 2013 | 山东鲁能泰山 | 中國 | 15   | 7    |
| 2014 | 山东鲁能泰山 | 中國 | 21   | 0    |
| 2015 | 山东鲁能泰山 | 中國 | 17   | 2    |

## 国家队进球
- 仅列出国际A级比赛进球

| 时间           | 地点     | 对手     | 比分 | 赛事               | 进球(累计) |
| -------------- | -------- | -------- | ---- | ------------------ | ---------- |
| 2006年11月15日 | 长 沙    | 伊拉克   | 1-1  | 2007年亚洲杯预选赛 | 1( 1)      |
| 2007年2月7日   | 苏 州    |          | 2-1  | 友谊赛             | 1( 2)      |
| 2007年3月27日  | 澳 门    |          | 3-1  | 友谊赛             | 2( 4)      |
| 2007年7月10日  | 吉隆坡   | 马来西亚 | 5-1  | 2007年亚洲杯       | 2( 6)      |
| 2008年3月15日  | 昆 明    | 泰國     | 3-3  | 友谊赛             | 1( 7)      |
| 2009年7月25日  | 天 津    |          | 3-0  | 友谊赛             | 1( 8)      |
| 2009年11月8日  | 科威特城 | 科威特   | 2-2  | 友谊赛             | 1( 9)      |
| 2009年12月30日 | 义 乌    | 约旦     | 2-2  | 友谊赛             | 1(10)      |

## 荣誉

### 俱乐部

#### 山东鲁能泰山
- 中国足球超级联赛冠军：2006、2008、2010
- 中国足协杯冠军：2004，2006、2014
- 中国超級联賽杯冠军：2004
- 中国足球协会超级杯冠军：2015

### 个人
- 中国足协杯最佳射手：2006